# Thierry Grégoire
Pour les articles homonymes, voir Grégoire.
Thierry Grégoire est un contreténor français.

## Biographie
Médaille d'or mention très bien à l'unanimité au conservatoire de Charleville-Mézières dans la classe de Josette Barreaud.
Disciple de James Bowman, Paul Esswood et Henri Ledroit, élève de Margreet Honig et Hubert Weller.
Il est propulsé dans l'orbite baroque par une série de 350 représentations du Le Bourgeois gentilhomme de Molière et Lully à la Comédie-Française. Il est repéré très tôt par les plus grandes baguettes - Marc Minkowski, Jean-Claude Malgoire, Christophe Rousset, Jonathan Darlington.
Invité dans les plus grands festivals  - Festival international d’art lyrique d’Aix-en-Provence, Festival de Beaune, Festival d'Île-de-France, Festival d’Art sacré de la ville de Paris, Wiener Festwoche (Vienne, Autriche) et Flâneries musicales de Reims. 
Il s'est aussi produit sur les plus fameuses scènes à Vienne, Amsterdam, Paris, Tokyo, Melbourne, New York ainsi qu'en concert en Australie, Corée, Allemagne, Italie, Inde.
En 2004-2005, il fait une tournée rare de dix récitals à travers l'Inde avec succès qui sera renouvelée l'année suivante. 
Il participe sous la direction de Jean-Claude Malgoire à plusieurs productions - Vespro della Beata Vergine de Claudio Monteverdi, Rinaldo de Georg Friedrich Haendel, ainsi que L'Orfeo de Claudio Monteverdi et Agrippina de Georg Friedrich Haendel.
En 2007, il reprend le rôle de celui qui lui a mis le pied à l'étrier, l'Ormindo de Francesco Cavalli, interprété vingt ans auparavant par Henri Ledroit.
En avril 2012, il est invité à se produire à Libreville (Gabon) par l'Institut français dans le cadre d'une semaine lyrique. Il est accompagné au violoncelle baroque par Elena Andreyev et au théorbe par Étienne Galletier.
Thierry Grégoire est aussi professeur de chant en conservatoire après avoir chanté dans une quarantaine de pays.

## Distinctions
- 1989 : lauréat de la fondation Yehudi Menuhin
- 1998 : lauréat du concours international VELLUTI, Italie
- 2003 : Golden Prague du meilleur concert télévisé européen avec Magdalena Kožená

## Citations
- « Thierry Grégoire expose un mezzo riche et déchirant » - Le Monde de la musique
- « Thierry Grégoire possède le timbre idéal pour Ottone » - Sergio Segalini
- « Sa voix de contreténor est riche, puissante et agile et il donne un vrai relief à son personnage... » - ConcertoNet-Manon Ardoin
- « Thierry Grégoire... tire de son lamento 'Voi che udite des accents d'une rare émotion »- Diapason

## Discographie
- CD

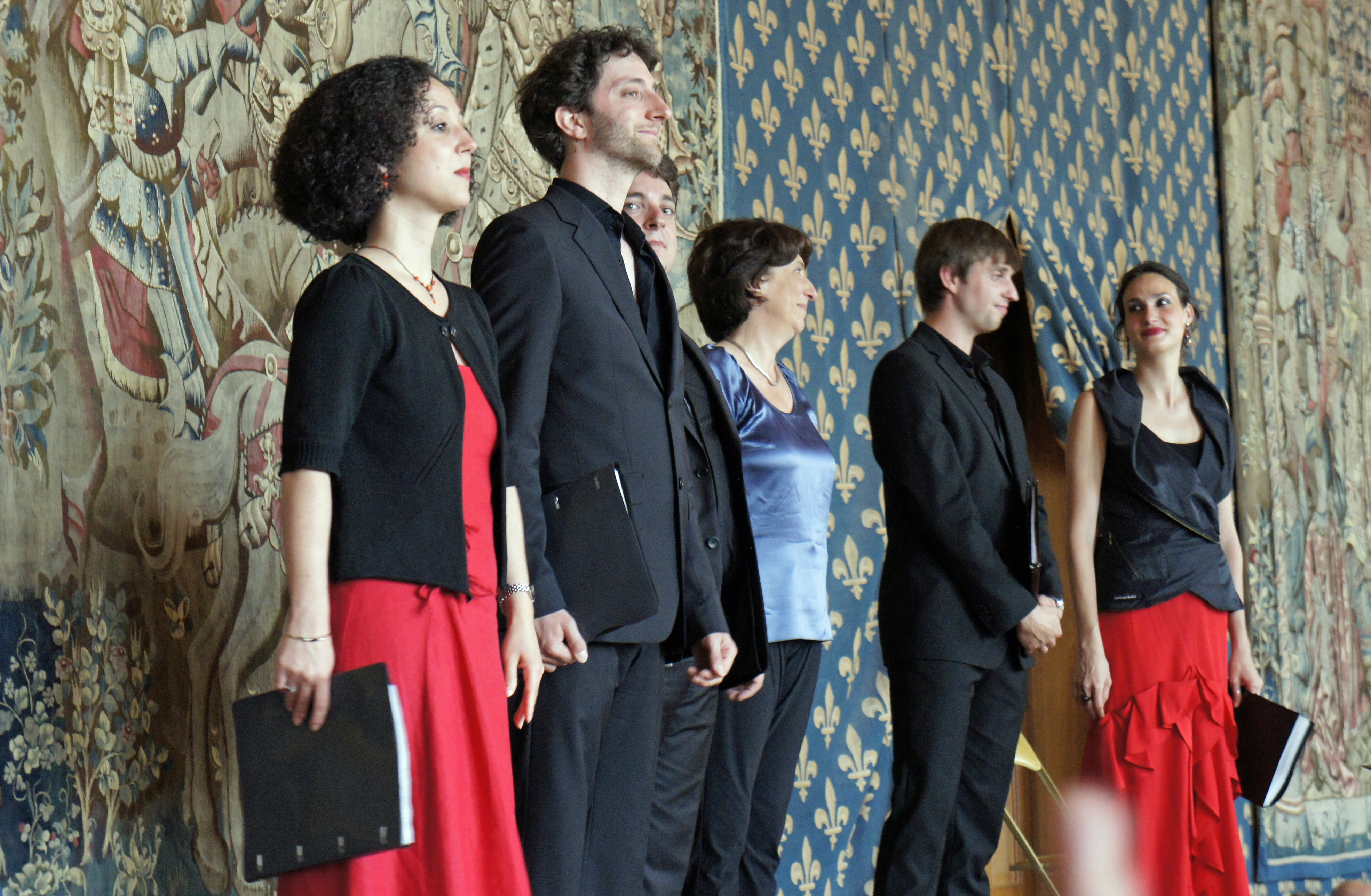
Akadêmia en 2012 lors des Flâneries musicales de Reims.

  - Monteverdi - Orfeo (Pastore) Dir: Jean-Claude Malgoire
  - Haendel - Agrippina (Ottone) Dir : Jean-Claude Malgoire
  - Vivaldi - Tito Manlio (Decio) Dir : Federico Maria Sardelli
  - Vivaldi - Orlando Furioso (Ruggiero) Dir :Federico Maria Sardelli
  - Gluck - Armide Dir : Marc Minkowski
  - Lully - Acis et Galatée Dir : Marc Minkowski
  - Cavalli - Requiem ensemble Akademia Dir : Françoise Lasserre
  - Palestrina - Madrigaux Ensemble Akademia Dir : Françoise Lasserre
  - Cavanna - Raphael, reviens !

- DVD
  - Monteverdi - Incoronazione di Poppea Dir : Marc Minkowski, metteur en scène Klaus Michael Grüber  (Festival international d’art lyrique d’Aix-en-Provence)
  - Haendel - Agrippina (Ottone) Dir : Jean-Claude Malgoire
  - Monteverdi - Orfeo (Pastore) Dir : Jean-Claude Malgoire